# Гарштет
Гарштет (њем. Garstedt) општина је у њемачкој савезној држави Доња Саксонија. Једно је од 42 општинска средишта округа Харбург. Према процјени из 2010. у општини је живјело 1.461 становника. Посједује регионалну шифру (AGS) 3353012.

## Географски и демографски подаци
Гарштет се налази у савезној држави Доња Саксонија у округу Харбург. Општина се налази на надморској висини од 30 метара. Површина општине износи 14,9 km². У самом мјесту је, према процјени из 2010. године, живјело 1.461 становника. Просјечна густина становништва износи 98 становника/km².